# Stibadium caliente
Stibadium caliente är en fjärilsart som beskrevs av Hill 1923. Stibadium caliente ingår i släktet Stibadium och familjen nattflyn. Inga underarter finns listade i Catalogue of Life.